# Đào Thắng
Đào Thắng (tên đầy đủ là Đào Đình Thắng; 1946 – 2024) là nhà văn Việt Nam, được tặng Giải thưởng Nhà nước về Văn học Nghệ thuật vào năm 2017.

## Tiểu sử
Đào Thắng (tên đầy đủ là Đào Đình Thắng; các tên khác là Đào Văn Thắng, Đào Danh Thắng, Đào Nhật Minh) sinh ngày 10 tháng 8 năm 1946 tại xã Bình Nghĩa, huyện Bình Lục, tỉnh Hà Nam. Ông còn có bút danh khác: Thái Sông Hồng, Lam Hồng, Đào Văn Mỹ, Đào Á Châu.
Đào Thắng nhập ngũ năm 1965, ông từng là lính pháo binh trực tiếp chiến đấu ở tuyến lửa Khu 4, mặt trận Đường 9, Quảng Trị và chiến trường Trung Lào trong Chiến tranh Việt Nam. Năm 1976 ông tham gia Trại viết văn Quân đội, rồi học khoá I Trường Viết văn Nguyễn Du. Năm 1982, ông về Tổng cục Chính trị Quân đội Nhân dân Việt Nam làm biên kịch tại Điện ảnh Quân đội, mang quân hàm Đại tá.
Từ năm 2002, Đào Thắng chuyển sang Hội Nhà văn Việt Nam. Ông được bầu là Ủy viên Ban Chấp hành Hội Nhà văn Việt Nam khóa VII, làm Chánh Văn phòng Hội Nhà văn Việt Nam. Từ năm 2009, ông chuyển về làm chuyên viên Ban sáng tác Hội Nhà văn Việt Nam.
Ông là đảng viên Đảng Cộng sản Việt Nam.
Ông mất ngày ngày 22 tháng 4 năm 2024 tại nhà riêng do bệnh tim. An táng tại nghĩa trang quê nhà, tỉnh Hà Nam.

## Sự nghiệp
Trong sự nghiệp cầm bút, Đào Thắng sở hữu nhiều tiểu thuyết gây tiếng vang như: “Điểm cao thành phố” (tiểu thuyết, 1982); “Nước mắt” (tiểu thuyết, 1991); “Dòng sông mía” (tiểu thuyết, 2004 - tái bản các năm 2004, 2005, 2006); “Đất xanh” (tiểu thuyết, 2006); “Dọc miền Trung”(tiểu thuyết, 2008); “Xứ sở Long” (tiểu thuyết, 2010); “Tiếng vọng Đồng Lộc” (tiểu thuyết, 2018); ''Huyền thoại Truông Bồn''... Trong đó, nổi bật hơn cả là tiểu thuyết Dòng sông mía viết về vùng nông thôn Bắc Bộ. Tác phẩm giúp ông được giải A cuộc thi tiểu thuyết 2003 - 2005 của Hội Nhà văn Việt Nam.
Khi Chiến tranh biên giới Việt – Trung xảy ra, Đào Thắng có mặt tại mặt trận ác liệt nhất là Vị Xuyên, Hà Giang từ tháng 4 năm 1984, với tư cách là biên kịch của Đoàn làm phim tài liệu của Điện ảnh Quân đội ở mặt trận này. Những hình ảnh đó sau này được sử dụng trong các bộ phim như: “Đồng Văn tháng 5 năm 1984”; “Thị xã yên tĩnh”; “Giữ đất”; “Nhịp sống mặt trận”…
Đào Thắng đã giành được các giải thưởng văn học: Giải thưởng văn học đề tài Quốc phòng An ninh của Hội Nhà văn Việt Nam (1991-1993); Giải thưởng văn học Bộ Quốc phòng (1989- 1994) với tiểu thuyết Nước mắt; Bốn lần giải hàng năm của Hội Điện ảnh Việt Nam (1984, 1985, 1986, 1987); Giải thưởng Điện ảnh 5 năm Bộ Quốc phòng với các phim tài liệu: Thị xã yên tĩnh (1989); Nhịp sống mặt trận (1989), Chào nhé Apsara (1987); Giải Bông sen Bạc tại Liên hoan phim Việt Nam với “Thị xã yên tĩnh”; Giải của Bộ Quốc phòng với phim tài liệu “Giữ đất”; Giải A cuộc thi tiểu thuyết lần thứ 2 của Hội Nhà văn Việt Nam (2003-2005) với tiểu thuyết Dòng sông mía.
Năm 2017, ông được tặng Giải thưởng Nhà nước về Văn học Nghệ thuật với cụm tác phẩm: Dòng sông mía (tiểu thuyết); Nước mắt (tiểu thuyết).

## Tác phẩm chính

### Tiểu thuyết
- “Điểm cao thành phố” (tiểu thuyết, 1982);
- “Nước mắt” (tiểu thuyết, 1991);
- “Dòng sông mía” (tiểu thuyết, 2004 - tái bản các năm 2004, 2005, 2006);
- “Đất xanh” (tiểu thuyết, 2006);
- “Dọc miền Trung”(tiểu thuyết, 2008);
- “Xứ sở Long” (tiểu thuyết, 2010);
- “Tiếng vọng Đồng Lộc” (tiểu thuyết, 2018);
- ''Huyền thoại Truông Bồn''...

### Kịch bản phim
- “Đồng Văn tháng 5 năm 1984”,
- “Thị xã yên tĩnh”
- “Giữ đất”
- “Nhịp sống mặt trận”

## Vinh danh
- Giải thưởng Nhà nước về Văn học Nghệ thuật năm 2017.

### Giải thưởng văn học
- Giải thưởng văn học đề tài Quốc phòng An ninh của Hội Nhà văn Việt Nam (1991-1993).
- Giải thưởng văn học Bộ Quốc phòng (1989- 1994)
- Bốn lần giải hàng năm của Hội Điện ảnh Việt Nam (1984, 1985, 1986, 1987);
- Giải thưởng Điện ảnh 5 năm Bộ Quốc phòng với 3 phim tài liệu;
- Giải Bông sen Bạc tại Liên hoan phim Việt Nam;
- Giải của Bộ Quốc phòng;
- Giải A cuộc thi tiểu thuyết lần thứ 2 của Hội Nhà văn Việt Nam (2003-2005).

## Đời tư
Ông là con rể của nhà văn Nguyễn Đình Thi, người được nhận Giải thưởng Hồ Chí Minh về Văn học Nghệ thuật đợt 1 (1996). Vợ ông tên Như là người khiêm tốn, yêu thương và chiều chồng hết mực.